# Il taglio
Il taglio è un romanzo dello scrittore inglese Anthony Cartwright, pubblicato in Italia da 66THAND2ND nel 2019.

## Trama
Il libro racconta la storia di Cairo, ex promessa del pugilato che per sbarcare il lunario è costretto ad accettare lavori temporanei dal nuovo compagno della sua ex moglie, che non perde occasione di umiliarlo rinfacciandogli anche il fatto che ospita in casa propria anche la figlia di Cairo, madre single, e il nipote di pochi mesi. In un momento in cui la sua vita è resa particolarmente pesante crisi economica e dalle vicissitudini familiari, Cairo conosce Grace, giornalista londinese che sceglie la sua cittadina per realizzare un reportage su come il referendum sulla Brexit venga percepito nelle zone economicamente più depresse del paese, tra i due nasce subito un'attrazione che spinge Cairo a cercare di risalire la china in cui sta scivolando la sua vita.
La storia di Cairo viene utilizzata per rappresentare quella di tutta la working class della Black Country, la zona ex industriale dell'Inghilterra da cui proviene l'autore, ed in particolare il suo rapporto con il referendum sulla Brexit, opzione che viene scelta, a giudizio dell'autore, come un disperato tentativo di affermare la propria resistenza contro il dominio dei piccoli e grandi poteri economici che la opprimono. Nel romanzo la storia personale di Cairo riassume in sè tutta la difficoltà della classe operaia inglese di immaginare per sé un miglioramento ottenibile, e le sue scelte individuali diventano la metafora di quelle più generali del popolo di cui è parte.